# Krikor Bedros XX Gabroyan
Krikor Bedros XX Gabroyan eller Grégoire Pierre XX Ghabroyan (armeniska: Գրիգոր Պետրոս Ի. Կապրոյեան: Grigor Petros I. Kaprojean), född som Krikor Gabroyan  den 14 november 1934 i Aleppo, Syrien, död 25 maj 2021 i Beirut, Libanon, var den Armenisk-katolska kyrkans patriark från 2015 fram till sin död.
Krikor Gabroyan prästvigdes 1959 vid Institutet för konsekrerat liv i Bzoummar, Libanon, och var på 1970-talet verksam som apostolisk exark över eparkiet vid Sainte-Croix-de-Paris, Frankrike. År 1977 blev han titulärbiskop över Amida degli Armeni, men fick sedan befattningen som biskop över Sainte-Croix-de-Paris. När Nerses Bedros XIX Tarmouni avlidit blev han i juli 2015 dennes efterträdare som patriark över Armenisk-katolska kyrkan och Cilicien.